# Sportpark Houtrust
Sportpark Houtrust is een sportpark op de grens van stadsdelen Scheveningen en Segbroek, in de Nederlandse stad Den Haag. Vroeger lagen hier het stadion Houtrust en de Houtrusthallen die beide zijn gesloopt. Na de sloop werd er een nieuwe Sporthal Houtrust gebouwd.
Het hallencomplex biedt onder meer plaats aan:
- Houtrust Squash
- Volleybalvereniging Kalinko
- Korfbalvereniging Dubbel Zes
- Dansvereniging Dansbende
- Dojo Houtrust Aikido Centraal

Naast de sporthal herbergt het sportpark ook de accommodaties van twee voetbalverenigingen uit Scheveningen: SVV Scheveningen en Duindorp SV, en op "Tennispark Houtrust" tennisvereniging Never Out en beachvolleybalvereniging BeachLife.
SVV Scheveningen beschikt over vier wedstrijdvelden, waaronder een kunstgras, en een trainingsveld. De accommodatie van SVV Scheveningen wordt mede gebruikt door de Haagse bridgevereniging HOC/Studiecentrum.
Duindorp SV beschikt over twee wedstrijdvelden. De accommodatie van Duindorp was van 1955 tot 1971 de thuisbasis van de voormalige betaaldvoetbalclub Holland Sport.

## Geschiedenis Houtruststadion
De gemeente Den Haag besluit rond 1910 een groot sport- en recreatieterrein te willen bouwen op het voormalige landgoed Houtrust. De beoogde sporten zijn in ieder geval atletiek, paardensport en voetbal. Het terrein wordt in 1910 opgeleverd. Voetbalclub HBS neemt haar intrek in op het nieuwe terrein. De accommodatie is in 1913 gebruikt voor een interlandwedstrijd tussen het Nederlands elftal en de Engelsen. Nederland wist voor het eerst in de geschiedenis de Engelsen, met 2–1, te verslaan. Het stadion werd ook veelvuldig gebruikt voor sportdemonstraties van bv. turnen en gymnastiek.
Uiteindelijk wordt het stadion een aantal keren uitgebreid. De definitieve vorm is een gedeeltelijk houten zittribune – de oorspronkelijke houten tribune brandde in 1933 af – over de gehele lengte van het veld (zuidwestzijde) en drie betonnen staantribunes van ongeveer 12 meter hoogte aan de andere 3 kanten. De capaciteit is uiteindelijk 25.000 toeschouwers. 
Voor en tijdens de Tweede Wereldoorlog wordt het stadion enkele keren gebruikt voor demonstraties en parades van de NSB (zie filmmateriaal). Door de bouw van de Atlantikwall moest HBS in 1943 Houtrust verlaten en speelde enige tijd bij stadgenoot VUC aan de Schenkkade. Na de Tweede Wereldoorlog werd Houtrust hersteld.
Bespeler HBS ziet in de jaren 1950 af van de overstap naar betaald voetbal maar de fusieclub Holland Sport (voortgekomen uit de verschillende premature betaaldvoetbalclubs) neemt in 1954 ook haar intrek op Houtrust. De ene week speelt dan HBS haar thuiswedstrijden, de andere week S.H.S. (Scheveningen Holland Sport, zoals de club heet na toetreding van SVV Scheveningen). In 1968 promoveert Holland Sport (in 1964 trok SVV Scheveningen zich uit S.H.S. terug) naar de eredivisie en worden er derby’s met ADO en andere spannende wedstrijden met Ajax, Feyenoord en Sparta op Houtrust gespeeld. In 1971 dwingt de gemeente Den Haag een fusie af met ADO en beslist dat het Zuiderpark de thuisbasis voor de nieuwe club FC Den Haag wordt. Daarmee verdwijnt het voetbal van Houtrust omdat reeds in 1968 HBS verhuisde naar haar huidige locatie op de Daal en Bergselaan. In 1973 wordt het complex gesloopt en worden de velden opnieuw ingericht. Thans spelen de amateurverenigingen SVV Scheveningen en Duindorp SV op de velden.
Het toeschouwersrecord is waarschijnlijk 28.000 tijdens de wedstrijd Holland Sport – ADO op 25 augustus 1968 (1–3) waarvoor vermoedelijk valse kaarten in omloop waren. Het publiek zat toen uiteindelijk ook op het veld.
| Nr. | Datum         | Wedstrijd            | Uitslag | Competitie        |
| --- | ------------- | -------------------- | ------- | ----------------- |
| 1.  | 24 maart 1913 | Nederland – Engeland | 2 – 1   | Vriendschappelijk |

Bijgewerkt t/m 25 juli 2013